# Gusterath
Gusterath (moselfränkisch: Göstert) ist eine Ortsgemeinde im Landkreis Trier-Saarburg in Rheinland-Pfalz. Sie gehört der Verbandsgemeinde Ruwer an, die ihren Verwaltungssitz in Waldrach hat.

## Geographie

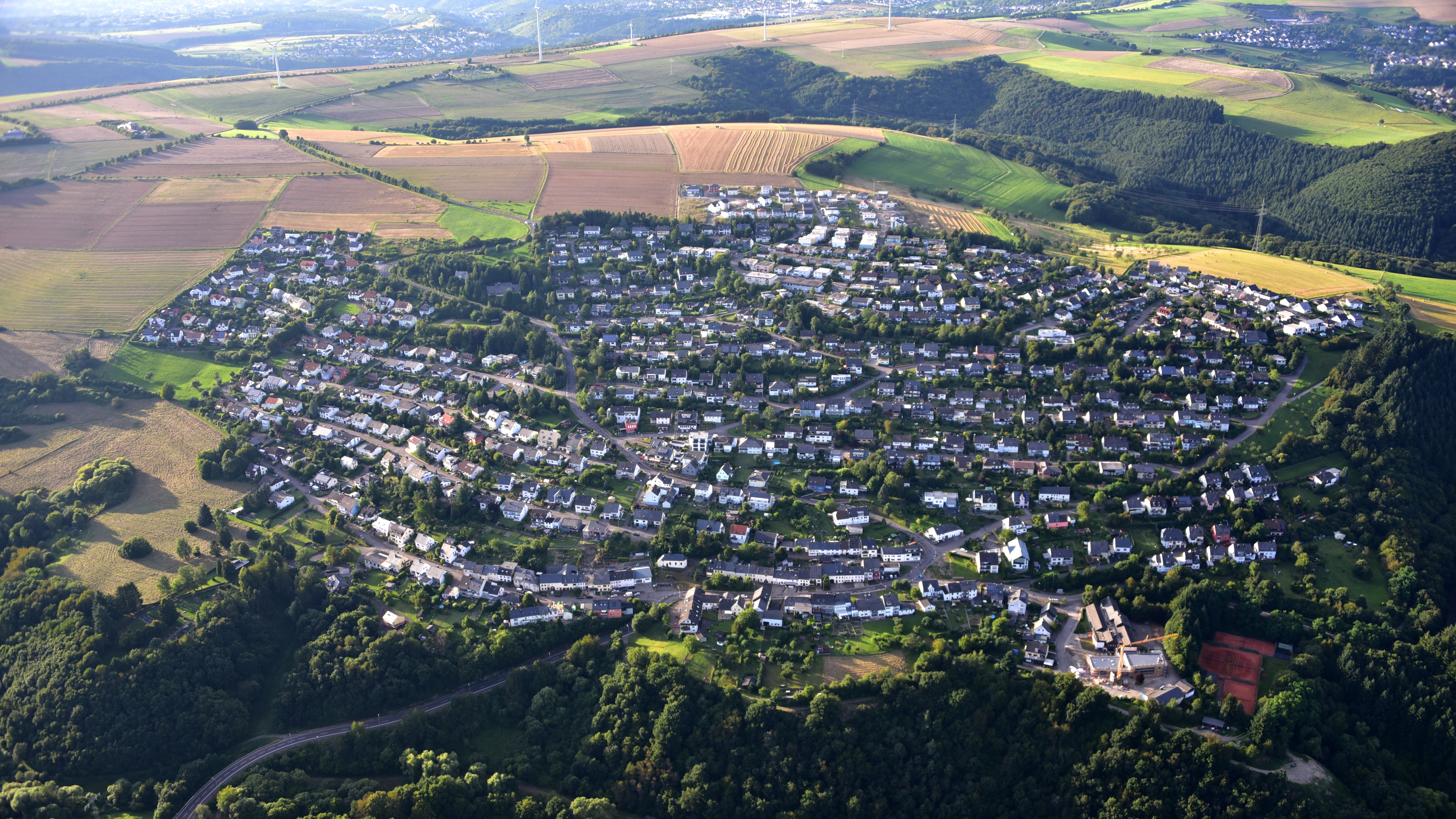
Gusterath, Luftaufnahme (2016)

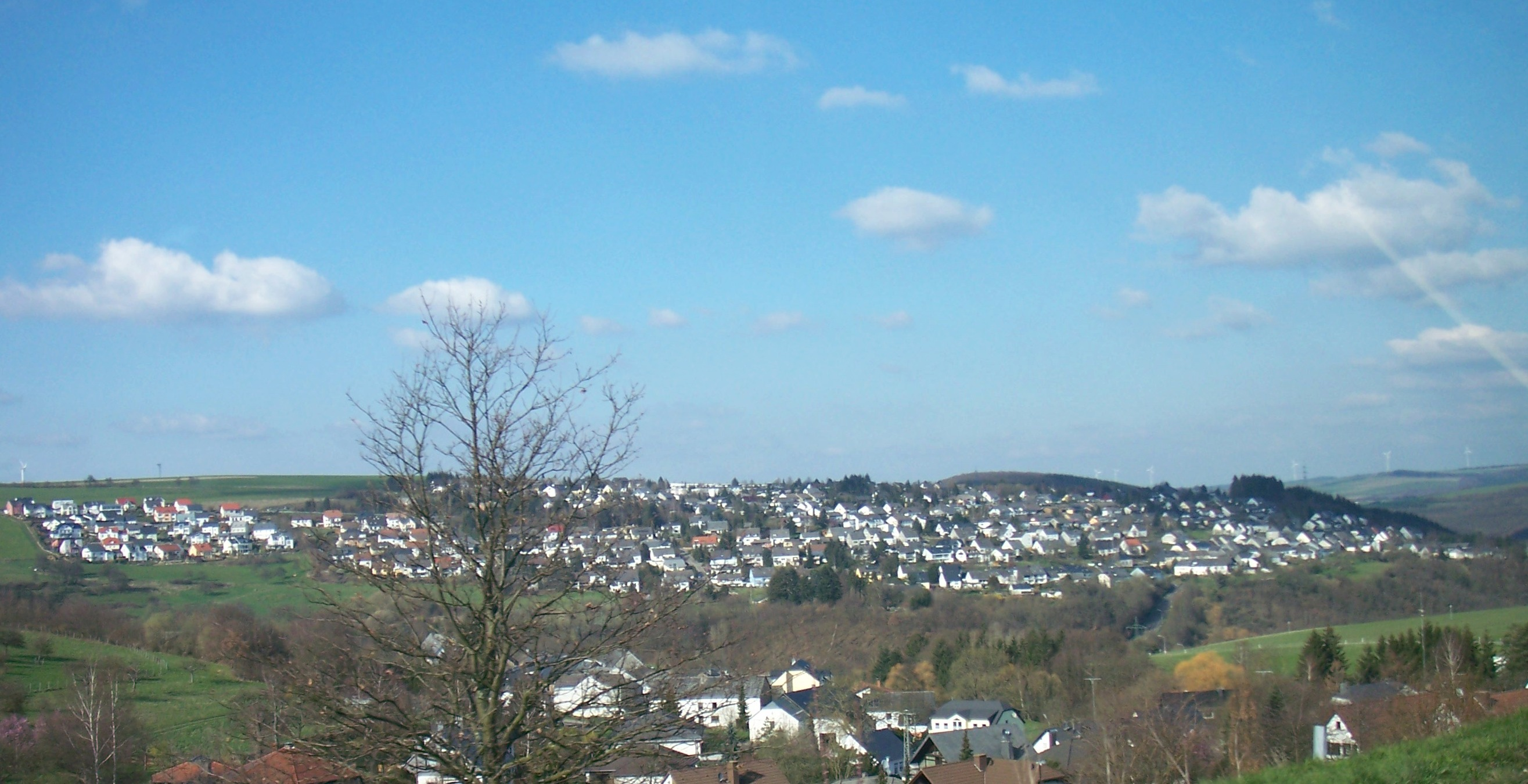
Sicht auf Gusterath aus Richtung Pluwig

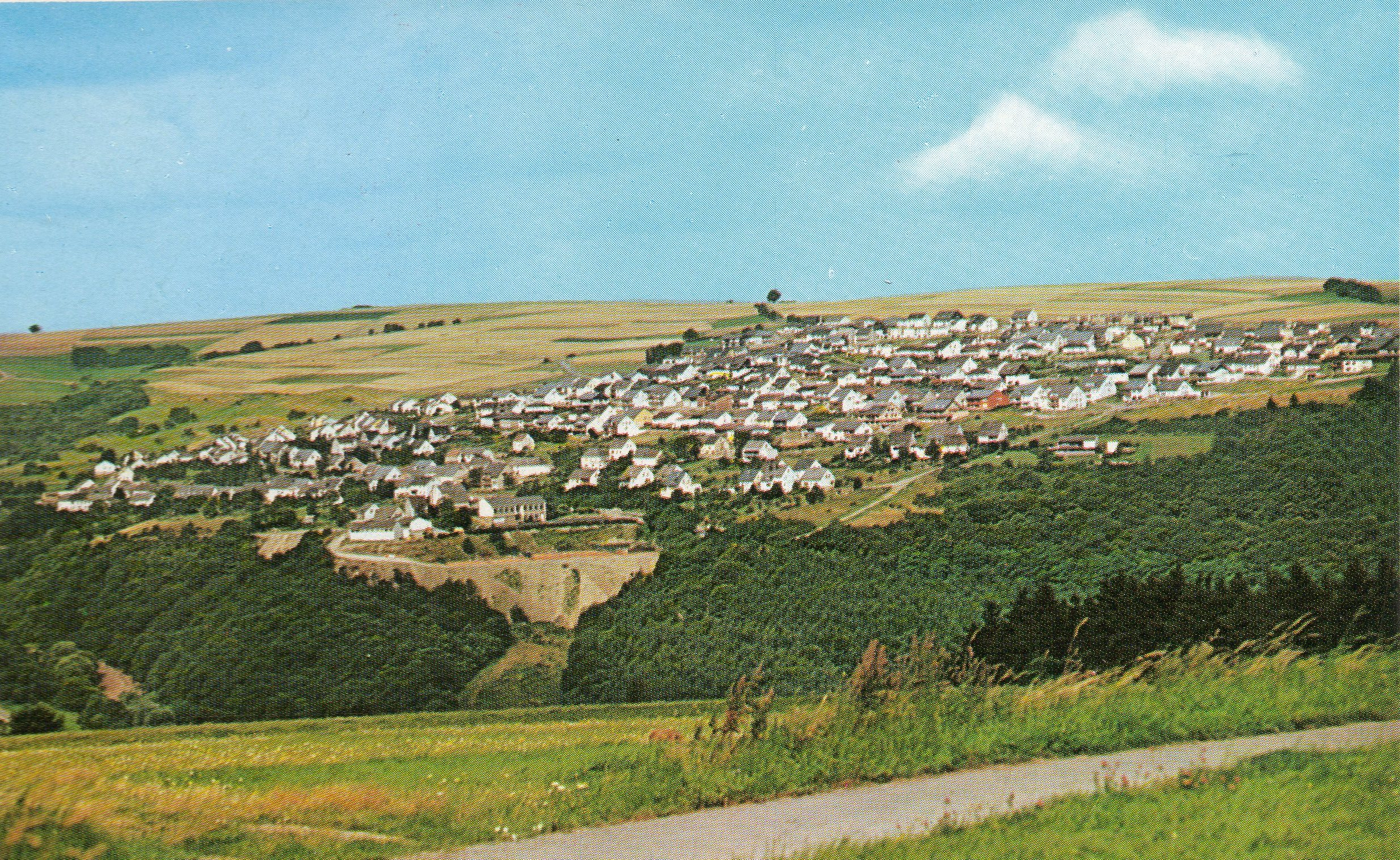
Gusterath auf einer Ansichtskarte von 1980

Gusterath liegt im mittleren Ruwertal bei Trier.
Zu Gusterath gehört auch der Wohnplatz Romika.
Nachbarorte sind Korlingen und Gutweiler im Norden, der Schöndorfer Ortsteil Lonzenburg im Osten, Pluwig im Süden, Hockweiler im Westen und der Trierer Stadtteil Irsch im Nordwesten.
Auf den Gemarkungen Irsch und Gusterath liegt der Distrikt Kuppensteiner Wild.
Dort befindet sich der Windpark Gusterath.

## Geschichte
Einzelgehöfte bestanden schon zu römischer Zeit, was Funde römischen Gebäudeschutts in den Flurteilen Lindenkreuz und Im Schiffelland belegen.
Der Ort wird erstmals als Gozprethrode in einer Urkunde aus dem Jahre 1236 erwähnt im Zusammenhang mit der Schenkung der Herrschafts- und Nutzungsrechte über die Kirche zu Gusterath an das Nonnenkloster St. Martin auf dem Berge.
Im Jahre 1246 wird die an der Ruwer gelegene und heutige Wüstung Nivenderoth genannt. Eine Kirche, die 1670 baufällig war, wurde 1797 durch einen Neubau ersetzt und 1881/82 restauriert.
Das Linke Rheinufer wurde 1794 im ersten Koalitionskrieg von französischen Revolutionstruppen besetzt. Von 1798 bis 1814 war Gusterath ein Teil der Französischen Republik (bis 1804) und anschließend des Französischen Kaiserreichs, zugehörig dem Saardepartement. Auf dem Wiener Kongress (1815) kam die gesamte Region nach der Niederlage Napoleons an das Königreich Preußen.
Nach dem Ersten Weltkrieg gehörte das gesamte Gebiet zum französischen Teil der Alliierten Rheinlandbesetzung. Nach dem Zweiten Weltkrieg wurde Gusterath innerhalb der französischen Besatzungszone Teil des damals neu gebildeten Landes Rheinland-Pfalz.
Im 20. Jahrhundert entwickelte sich das landwirtschaftlich geprägte Gusterath zum Industriestandort. Die 1921 gegründeten „Romika“-Schuhwerke produzierten bis 1992 am Standort und stellten in den wirtschaftlich erfolgreichsten Zeiten um 1970 bis zu 3000 Arbeitsplätze bereit.

## Politik

### Gemeinderat
Der Ortsgemeinderat in Gusterath besteht aus 16 Ratsmitgliedern, die bei der Kommunalwahl am 9. Juni 2024 in einer personalisierten Verhältniswahl gewählt wurden, und dem ehrenamtlichen Ortsbürgermeister als Vorsitzendem.
Die Sitzverteilung im Ortsgemeinderat:
| Wahl | SPD | CDU | Grüne | FWG | Gesamt   |
| ---- | --- | --- | ----- | --- | -------- |
| 2024 | 7   | 3   | 1     | 5   | 16 Sitze |
| 2019 | 9   | 3   | –     | 4   | 16 Sitze |
| 2014 | 7   | 3   | –     | 6   | 16 Sitze |
| 2009 | 7   | 4   | –     | 5   | 16 Sitze |
| 2004 | 7   | 4   | –     | 5   | 16 Sitze |

- FWG = Freie Wählergruppe Gusterath e. V.

### Ortsbürgermeister
Roman Kaßelmann (SPD) wurde am dem 17. März 2022 Ortsbürgermeister von Gusterath. Bei der Direktwahl am 6. März 2022 war er mit einem Stimmenanteil von 85 % gewählt worden. Bei der Direktwahl am 9. Juni 2024 wurde er als einziger Bewerber mit 80,7 % für weitere fünf Jahre in seinem Amt bestätigt.
Kaßelmanns Vorgänger Stefan Metzdorf (SPD) hatte das Amt am 24. Juni 2019 übernommen. Bei der Direktwahl am 26. Mai 2019 war er für fünf Jahre gewählt worden. Stefan Metzdorf wurde 2021 zum neuen Landrat des Landkreises Trier-Saarburg gewählt. Das Amt des Ortsbürgermeisters legte er zum 31. Dezember 2021 nieder. Seine Vorgänger als Ortsbürgermeister waren Alfred Bläser (FWG, 2009–2019) und Günter Scherer (SPD, 1987–2009).

### Wappen

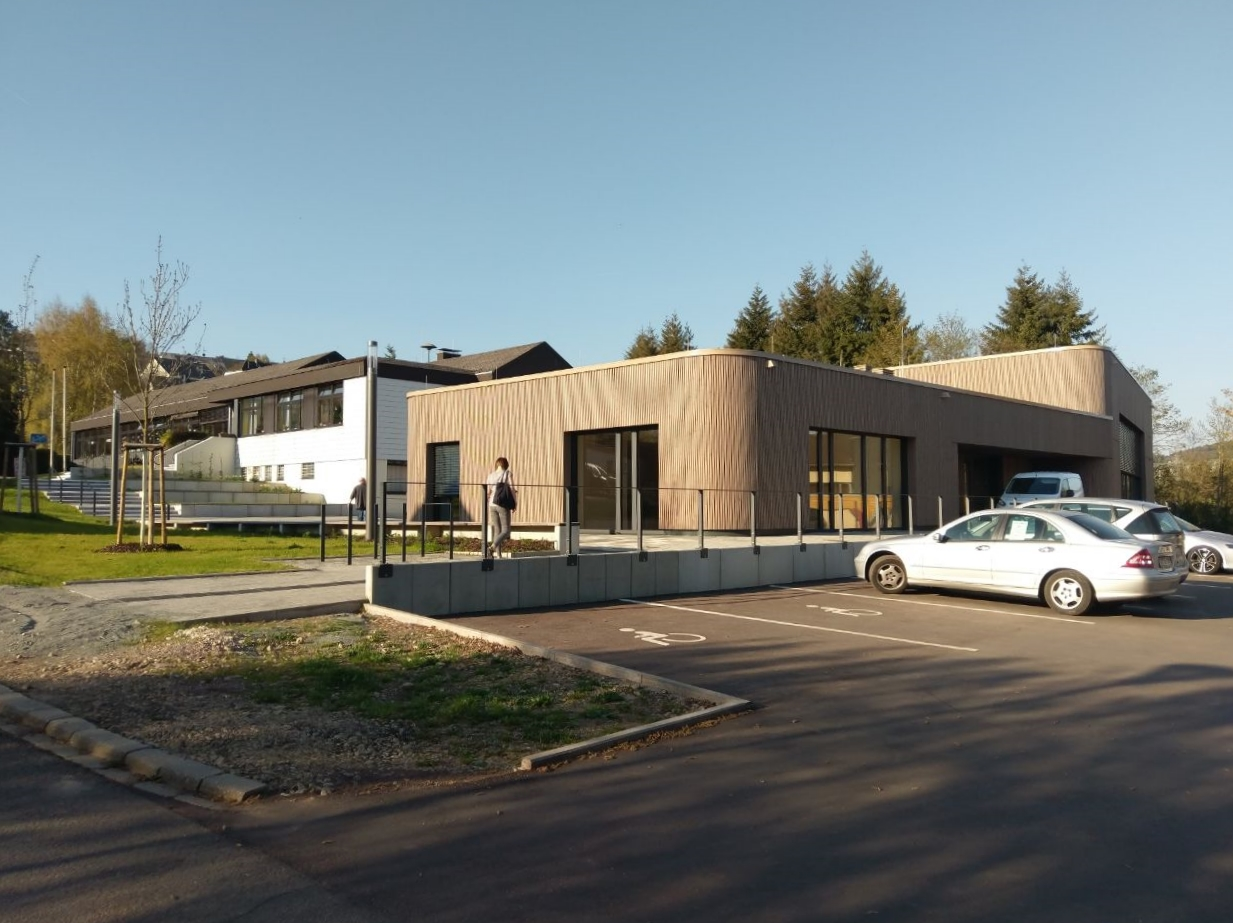
Bürgerhaus

| Wappen von Gusterath | Blasonierung: „Wappen geteilt, unten gespalten, oben in Gold ein wachsender roter Löwe, unten vorne rotes Balkenkreuz in Silber, hinten goldener Schuh in Blau.“ |
| Wappen von Gusterath | Wappenbegründung: Der rote Löwe in Gold und das Blau sind dem Wappen des Wilhelm von Helphenstein entnommen. Die Familie von Helphenstein hatte das Patronatsrecht über den Ort. 1236 bestätigt Erzbischof Theoderich von Trier dem Kloster St. Martin auf dem Berge von Trier den Besitz des Patronatsrechts. Dieser Urkunde ist das Siegel von Helphenstein angeheftet. Das Kurtrierer Kreuz weist auf die jahrhundertelange Zugehörigkeit des Ortes zum Kurfürstentum Trier hin. Der Schuh symbolisiert die wirtschaftliche Bedeutung der Schuhindustrie (Romika) der letzten 50 Jahre für die Gemeinde. |

## Sehenswürdigkeiten
- Siehe Liste der Kulturdenkmäler in Gusterath

## Wirtschaft und Infrastruktur
Bei Gusterath befindet sich das Gewerbegebiet Gusterath-Tal. Dort befand sich früher die Schuhproduktion Romika, die einen Großteil der Arbeitsplätze im Raum Ruwertal bis in die 1980er Jahre hinein stellte. Auf dem ehemaligen Betriebsgelände haben sich zwischenzeitlich verschiedene Gewerbebetriebe angesiedelt.
Öffentliche Einrichtungen sind die Grundschule Gusterath-Pluwig, eine Kindertagesstätte, ein Bürgerhaus, eine Grillhütte im anliegenden Forst und eine Sportanlage. Gusterath liegt an dem Premiumwanderweg Romika-Weg.

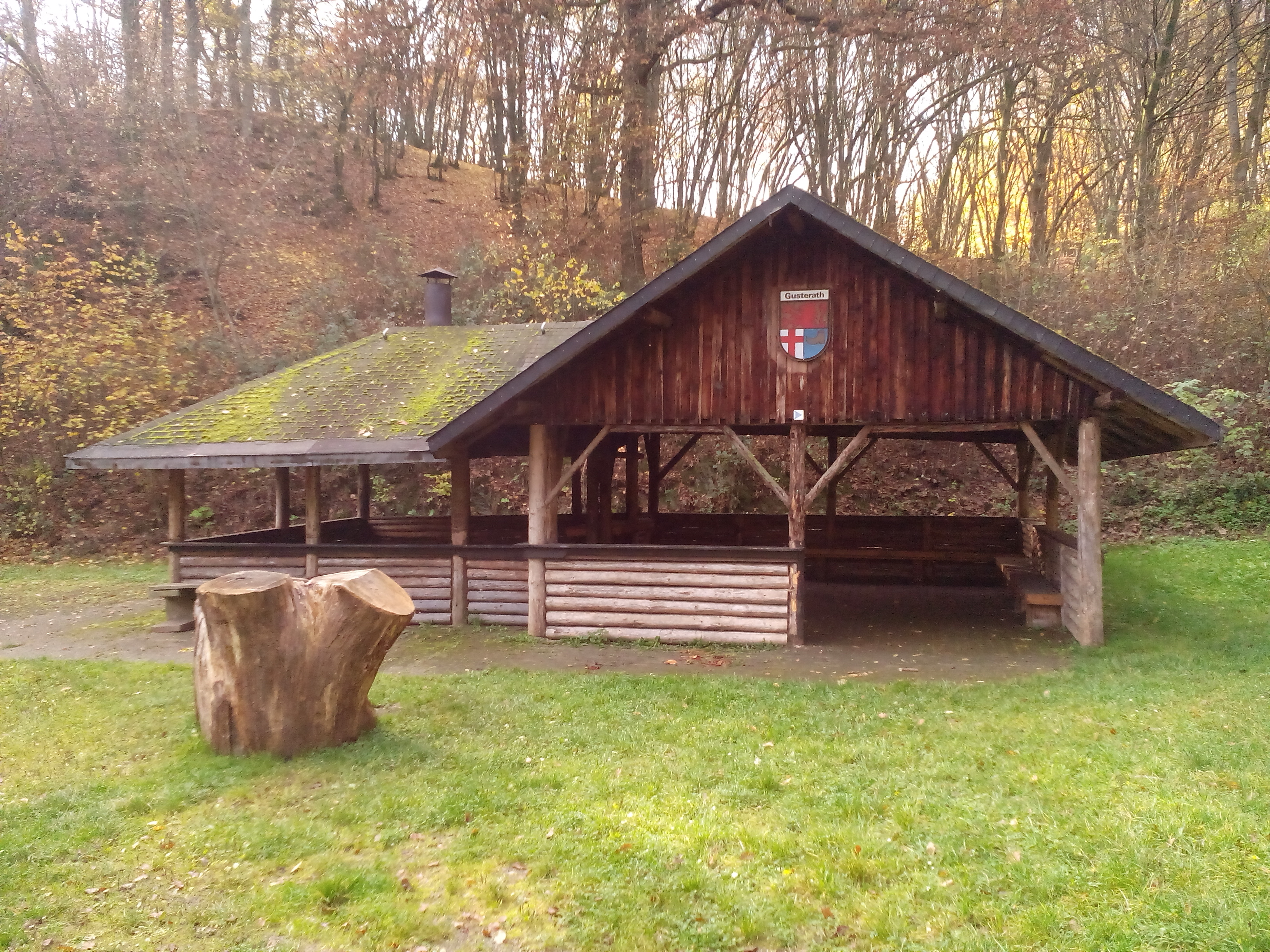
Gusterather Grillhütte

## Medien
Örtliche Medien sind der Trierische Volksfreund, der Wochenspiegel und das Amtsblatt der Verbandsgemeinde Ruwer.